# Kochiura ocellata
Kochiura ocellata là một loài nhện trong họ Theridiidae.
Loài này thuộc chi Kochiura. Kochiura ocellata được Hercule Nicolet miêu tả năm 1849.